# Valašské právo
Valašské právo je souhrn právních norem a zvyklostí, kterými se původní – nejdříve od vrcholného středověku – řídilo rumunské obyvatelstvo (tedy Valaši v užším, původním významu), později – do 18./19. století – téměř všechno to obyvatelstvo Střední Evropy a Balkánu (tedy hlavně Valaši v širším, přeneseném smyslu), u nichž byl způsob života a ekonomika založen na transhumanci (pastevectví nekočovného obyvatelstva se střídáním pastvin mezi vrchy v létě a nížinami v zimě).
Setkáváme se s ním zejména u Rumunů (Valašsko, Moldávie, Sedmihradsko, Podkarpatská Rus, Polsko, Slovensko), Makedonských Arumunů, Rusínů (Podkarpatská Rus, Polsko, Slovensko), Poláků, Slováků, Moravanů (Moravské Valašsko), Srbů a Chorvatů.

## Valašské právo na Slovensku
Valašské právo představuje souhrn právních norem a zvyklostí valašského obyvatelstva na Slovensku ve 14. století až 17. století, často potvrzené panovníkem (nejznámější privilegium pro oravské a liptovské Valachy z roku 1474 vydané Matyášem I. Korvínem). Podle něho byli Valaši po určitou dobu (6–20 let) osvobozeni od všech poddanských povinností, později od placení církevních desátků a roboty, za to ale museli hlídat cesty, hranice a vykonávat vojenskou službu. Od 2. poloviny 16. století s utužováním nevolnictví jejich práva postupně zanikala.